# Para que no me olvides
Pour plus de détails, voir Fiche technique et Distribution.
Para que no me olvides est un film espagnol réalisé par Patricia Ferreira, sorti en 2005.

## Synopsis
Le film raconte l'histoire de trois générations : le grand-père, la mère et le fils, qui est architecte et dont la petite amie n'est pas la bienvenue dans la famille.

## Fiche technique
- Titre : Para que no me olvides
- Réalisation : Patricia Ferreira
- Scénario : Patricia Ferreira et Virginia Yagüe
- Photographie : Marcelo Camorino
- Montage : Carmen Frías
- Production : Pancho Casal
- Société de production : Continental Producciones
- Pays :  Espagne
- Genre : Drame
- Durée : 100 minutes
- Dates de sortie : 
  -  Espagne : 18 février 2005

## Distribution
- Fernando Fernán Gómez : Mateo
- Emma Vilarasau : Irene
- Marta Etura : Clara
- Roger Coma : David
- Víctor Mosqueira : Antonio
- Mónica García : Ana
- Marisa de Leza : Leonor
- Joaquín Hinojosa : Mauricio
- Ana Cuerdo : Eva / Nina
- Manuel Feijóo : Nacho
- Txema Blasco : Julián
- Gonzalo Uriarte : Ramiro
- Celso Bugallo : Anciano
- Miguel Zúñiga : Andrés
- Jorge Da Rocha : Rubén / Trepelev
- José Luis Agudo : Ciro / Sorin
- Santi Ruiz : Medvedenko
- Lidia Palazuelos : Arkadina

## Distinctions
Le film a été nommé pour trois prix Goya